# TLC (televízióadó)
A TLC (korábbi nevén Discovery Travel & Living) a Discovery Communications életmóddal és divattal foglalkozó csatornája. 2012. április 30-án indult el a mostani külsejével. A TLC minden nagyobb tévészolgáltató kínálatában megtalálható. Riválisai a LifeTV és a Digi Life – utóbbi helyettesítette a Digi kínálatában az újramegjelenésig, ámde azután pótló szerepe megszűnt. A csatorna eredeti amerikai anyacsatornájának lokalizált verziója, amelynek korábbi neve The Learning Channel. Ausztrál elődjének neve Travel and Living Channel, európai és dél-amerikai előzménycsatornájának pedig Discovery Travel & Living. Előbbi két név rövidítéséből jött létre a világszerte használt TLC brand.

## Története
Legelőször Discovery Travel & Living néven indult el, mint közönséges ismeretterjesztő csatorna. Kezdetektől fogva divattal, egészséggel és életvitellel kapcsolatos oktatófilmeket és realityket sugárzott. 2012. április 30-án a Discovery Travel & Living forma megszűnt, a logó, a név és az arculat megváltozott, a műsorkínálat azonban maradt. Hasonlóan a Viasat Explorerhez, ahol a műsorok kivételével az arculat, logó és név alakult csak át Viasat Explore-ra. 
November 29-én a Discovery Communications árat emelt, a Digi kivette a Discovery csatornákat, köztük a TLC-t is. A Discovery Science, Discovery World és ID Investigation Discovery  csatornák tematikáját többnyire a Digi World és a BBC Knowledge (a mai BBC Earth elődje) csatornák pótolták. A TLC frekvenciáján a Digi Life jelent meg, amelynek ugyanaz a tematikája, mint a Discovery csatornájának, bár a szépségápolás és divat lényegesen kevesebb helyet kap. A TLC-hez képest lényegesen leegyszerűsített műsorstruktúrával rendelkezik. Azóta a csatorna visszakerült a Digi kínálatába.
A csatorna teljesen magyar adásverziója 2015. január 26-án indult el az Investigation Discovery-vel együtt. Ezzel egyidőben indult el a csatorna magyarországi reklámértékesítése is. A reklámidőt kezdetben az RTL Saleshouse kereskedőház, 2017. január 1. óta pedig az Atmedia értékesíti.
Weboldala 2015 márciusában megszűnt, már csak a Facebook-oldala maradt fent. A csatorna, átalakulása óta többnyire nőknek szóló ismeretterjesztő realityket és oktatóműsorokat tűz fel, például a ruhaviselettel kapcsolatban. Példaként a Mit ne vegyél fel? és a Mondj igent a ruhára! sorolható ide.
Akár a természettel foglalkozó társcsatornája, az Animal Planet, műsorai a vegyes főcsatorna, a Discovery Channel kínálatában is megtalálhatóak.
2020. december 29.-én közölték a UPC Direct-nél, hogy 2021. január 4.-ével (azaz: a csatornakínálatának megújításával egyidőben) a TLC csatorna kikerült a csatornakiosztásából, ami szerint a TLC adását az Ozone TV pótólja azóta a 65-ös programhelyen.
A TLC-nek már SD és HD változata van, a csatorna HD-felbontása esetében megtalálható a Discovery Showcase HD helyén.

## Műsorkínálat
A műsorok - filmek, különkiadások és sorozatok egyaránt - legfőképpen nőknek szólnak, de családi műsorok is szerepelnek néha. Népszerű közülük a Kuponzsonglőrök, a Mondj igent a ruhára!, és a Tortakirály.

### Sorozatok
- 90 nap - Még egy esély
- A bőrmentő doktor
- A három hónap emlékei
- A jövő cukrászai
- Amcsi cigánylányok
- Amishok Floridában - Hitpróba
- Amishok Los Angelesben
- Amishok New Yorkban
- Amishok New Yorkban - Hitpróba
- A nagy testalakítás: harc a kilókkal
- A nap, amikor majdnem meghaltam
- Anthony Bourdain - fenntartások nélkül
- Anya, apa és 17 gyerek
- Anya, apa és 18 gyerek
- Anyák és lányaik
- Apró házasságok
- A Tortakirály legemlékezetesebb pillanatai
- Az én nagy olasz lagzim
- Azok a csodálatos pékfiúk - egy falat Britannia
- Ballroom Blitz - Tánc mindenáron
- Bazi nagy amerikai roma lagzi
- Bazi nagy őrült olasz lagzim
- Beverly Hills-i menyasszonyok
- Bizarr házasságok
- Bizarr segélyhívások 911.
- Bizarr testek
- Bolti fortélyok
- Boltkórosok
- Buddy, a cukrászdák megmentője
- Buddy legjobb pillanatai
- Carson különcei
- Celeb vagyok!
- Chaz vagyok
- Cuki csapat
- Csajok Alaszkából
- Család a földi mennyországban
- Családterápia a vadonban
- Csináljuk vissza!
- Csini, dögös, botrányos
- Divatőrültek
- Duci testvérek
- Éhestestvérek
- Élet a Lottó 5-ös után
- Életem legjobb temetése!
- Élet 250 kiló felett - mi történt velük?
- Elképesztő gyerekzsúrok
- Elképesztő vészhelyzetek
- Elplasztikázva
- Élspórolók
- Én, Jazz: transznemű a családban
- Esküvői ruhák másképpen
- Eszkimók Kaliforniában
- Extrém fukarság
- Extrém testformálók
- Feleségtársak
- Fordulj Iyanlához!
- Gyilkos kilók
- Házasság extrákkal
- Három hónap múlva esküvő!
- Hatalmas család
- Házasság extrákkal
- Házépítők
- Hihetetlen szülések
- Honey Boo Boo színre lép
- Így kerek az életem!
- Ízpárbaj
- Jodie Marsh
- Jon, Kate és 8 gyerek
- Kápráztass el!
- Karácsony a balesetin
- Kate és 8 gyerek
- Katie Hopkins
- Kínos betegségek
- Kínos betegségek: Élőben a klinikából
- Kínos betegségek: Hollandia
- Kísértetjárta kórtermek
- Konyhafőnök
- Konyhatúra görög módra
- Kortalan románc
- Körítésnek egy kis pénz
- Kövér kamaszok: Harc a kilókkal
- Kuponzsonglőrök
- Külföldi társkereső
- Leah Remini: családi körben
- Loren és Alexei - A 90 nap eltelte után
- Maffiózófeleségek
- Meghökkentő családi titkok
- Meghökkentő szerelem
- Megöl a súlyom
- Menekülés a szektából
- Mentőmenü
- Meztelen igények
- Mégis élni
- Mi a diagnózis?
- Milf Manor / A rosszaság
- Mindent a szexről!
- Mi bajom van?
- Mit ne vegyél fel?
- Mondj igent a ruhára!
- Mondj igent a ruhára! - A koszorúslányok
- Mondj igent a ruhára! - A nagy nap
- Mondj igent a ruhára! - Kanada
- Mondj igent a ruhára! - Randy mindent tud
- Mondj igent Randy tanácsaira!
- Nem a külső számít!
- Nevelőnő
- Oltári stílus
- Orvosi anomáliák
- Otthon Deboerékkel
- Őrangyalok közöttünk
- Őrjítő szenvedélyek
- Pokoli kamaszok
- Pöttöm óriások
- Prostik - Menekülés az utcáról
- Randiképtelenek
- Rendkívüli terhességek
- Segítség, a férjem a stylistom!
- Stíluscsere
- Szerelem a vadonban
- Szerelem és fordítás
- Szexre éhes kamaszok
- Szexterápia
- Szex vészhelyzetek
- Szépség és szörnyeteg
- Sztárszakács születik
- Született médium
- Szűzoltók
- Titkolt terhesség
- Tíz gyerek, két apa
- Torták ásza
- Tortakirály
- Új lányok a környéken
- Utolsó Esély szalon
- Valami kölcsön, valami új
- Vissza az amishok közé
- Zálogkirálynők
- Zugevők
- Zsírdoktor

### Filmek
- A 90 kilós tumor
- A fél kezét adná érte
- Állati megszállottság
- Állatterápia
- Amerika legrosszabb tetkói
- A pénisz nélküli férfi
- A szerelem nem ismer akadályt
- Átverések hálójában
- A világ legnagyobb heréi
- Az én fura családom
- Bizarr gyűjtemények - karácsonyi bolondságok
- Buborékember
- Dominikai sziámi ikrek
- Elhagytak az oltárnál
- Elszabott menyasszonyok
- Extrém esküvők
- Gyerektestbe zárva
- Három kínos randi és az igazi
- Hiányzik egy kereke?
- Igazság eltakarva
- Így lettem Chaz
- Karácsonyi stílusraguk
- Kényszeres gyűjtögetők - élve eltemetve
- Kényszeres takarítók
- Kis test, nagy szerelem
- Megakupleráj
- Óriás tumor az arcomon
- Randi kihívásokkal
- Randi ruha nélkül
- Rémálom az esküvőnk
- Szex, hazugság és zumba
- Szülés a rács mögött
- Szűzekből szexmesterek
- Terhes a férjem
- Túlsúlyos kismamák
- Új arcot kaptam
- Új test, új stílus
- Visszakapom az arcom
- Viva Girls - a tánc az életünk